# Splashbekken
Een splashbekken of  splash is een bij het slagwerk gebruikt bekken, een kleinere vorm van crashbekken.

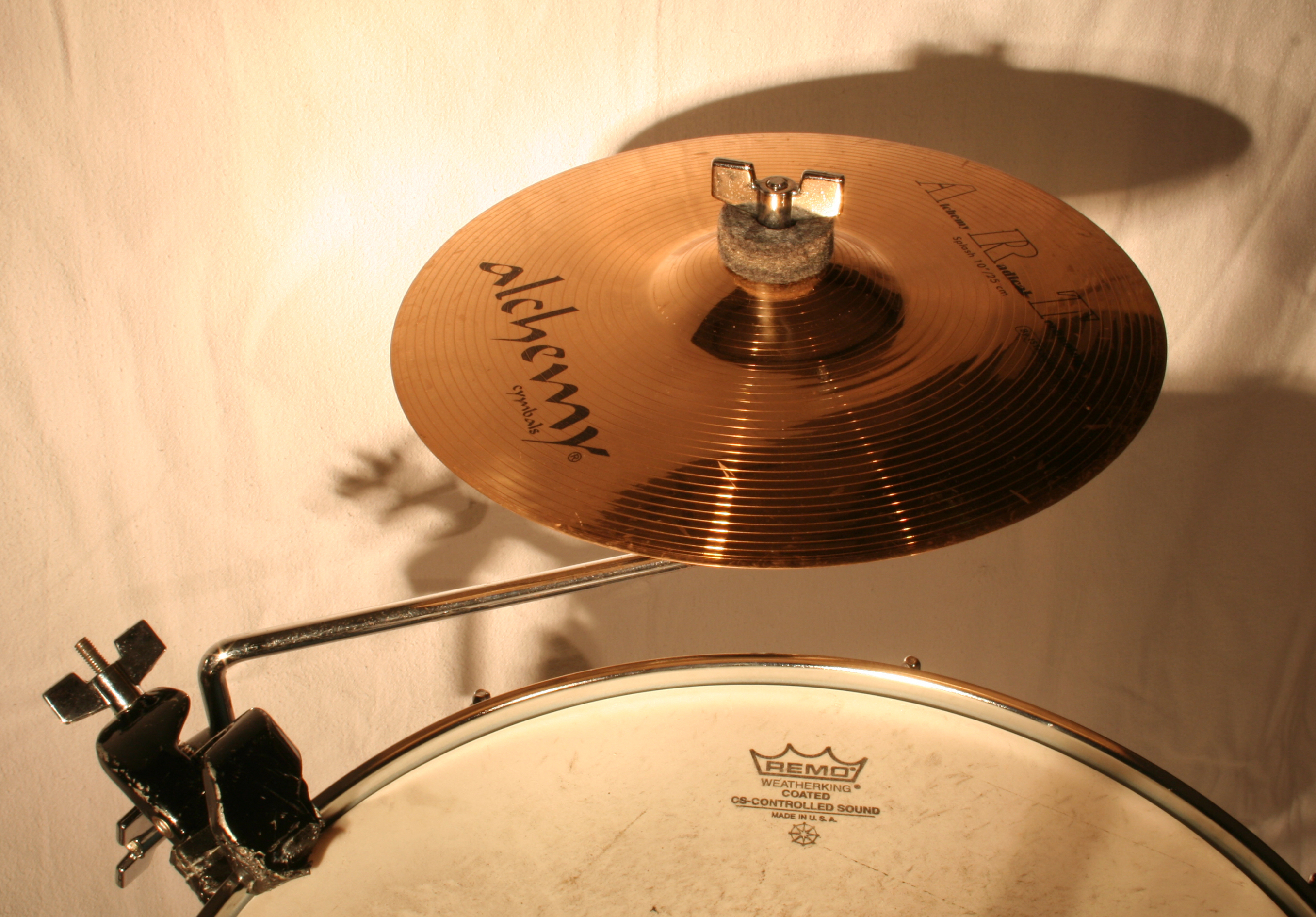
Een splashbekken van 10 inch (ca. 25 cm)

Het is meestal het kleinste, in maat variërend van 6 tot 12 inch. Omdat een splashbekken kleiner is, geeft dit type ook een hoger geluid dan andere bekkens.
Het voordeel van een dergelijk klein bekken is, dat dit niet lang naklinkt (minder "sustain"). Tijdens het spelen kunnen hierdoor korte, kleurrijke accenten worden gespeeld.